# Catherine Cadière
Marie Catherine Cadière, född 12 november 1709 i Toulon, död vid okänd tidpunkt, var centralfigur för en uppmärksammad rättsprocess i Frankrike år 1731.
Cadiére var dotter till en köpman i Toulon. Hon intresserade sig för religion och mysticism, och stod under inflytande av jesuiten Jean-Baptiste Girard, som hon hade mött år 1728. Hon hade under påverkan av Girard lidit av ett slags psykiska spänningar som Girard presenterade som ett helgons stigmata och himmelska visioner. Girard tros ha försatt henne i ett hysteriskt tillstånd och utnyttjat henne sexuellt. Hon ställdes år 1731 inför rätta åtalad för häxeri i Aix, och mottog då stor sympati från allmänheten, som betraktade rättegången som ett tillfälle att visa sin avsky för jesuiterna. Hon dömdes som skyldig i första instans men domen blev sedan upphävd. Hennes dödsår är dock okänt och hon tycks ha försvunnit efter rättegången, vilket betraktas som mystiskt. 
Processen gav inspiration till den libertinska upplysningsromanen Thérèse philosophe (1748).